# NK Polet Donje Novo Selo
NK Polet Donje Novo Selo je nogometni klub iz Donjeg Novog Sela.
U sezoni 2020./21. se natječe se u 3. ŽNL Vukovarsko-srijemska NS Vinkovci.